# Oznaka księcia Walii

Oznaka księcia Walii

„Tarcza pokoju” Czarnego Księcia

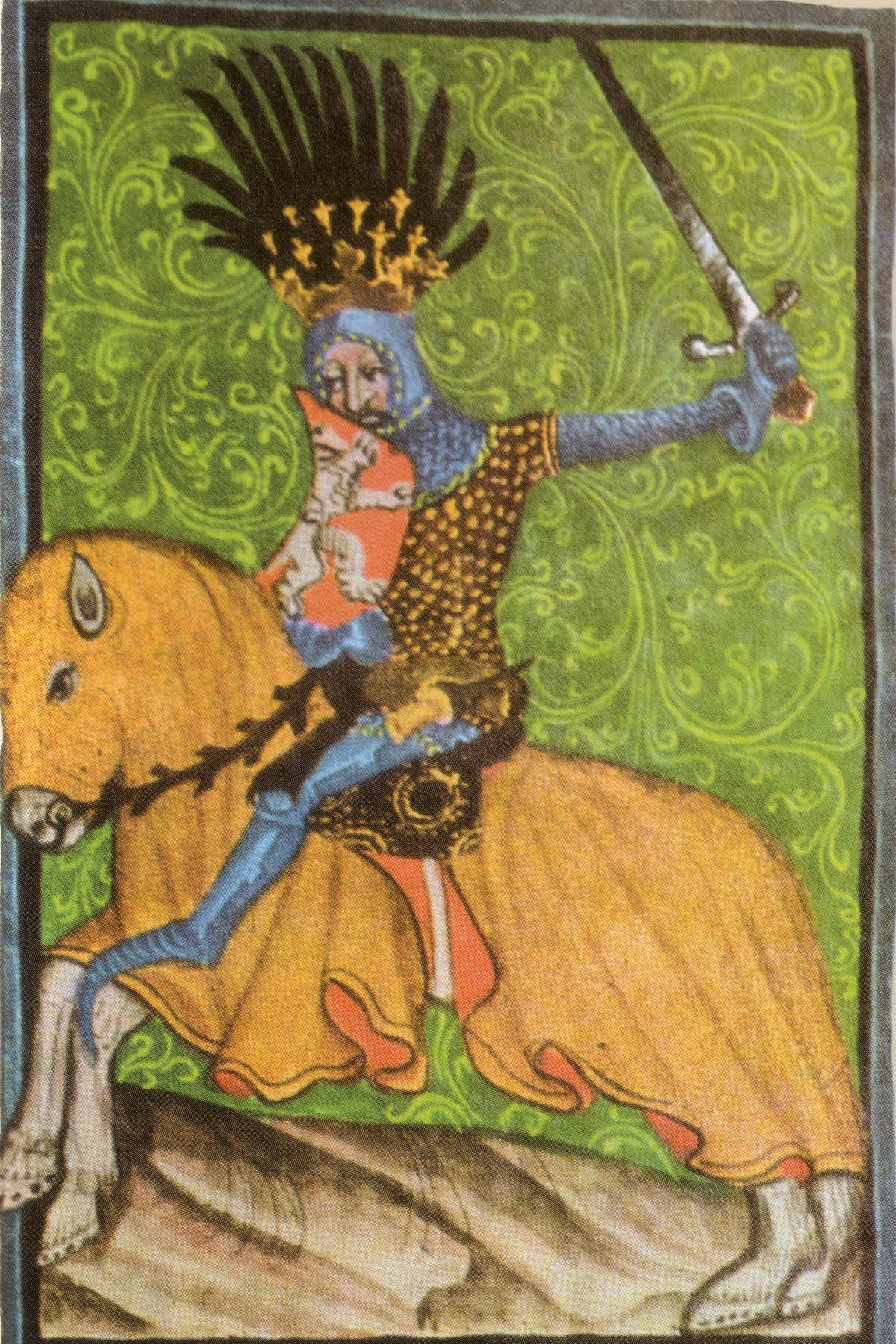
Jan Luksemburski na miniaturze; widoczny klejnot w postaci czarnych skrzydeł sępich, a nie białych piór strusich

Oznaka księcia Walii – godło najstarszego syna brytyjskiego monarchy, używana także jako jeden z walijskich symboli narodowych, przyjęta również jako logo Walijskiego Związku Rugby Union.

## Blazon
Trzy srebrne pióra strusie otoczone książęcą koroną, z niebieską wstęgą z dewizą Ich dien (z jęz. staroniemieckiego Ich diene – „Ja służę”).

## Pochodzenie
Oznaka prawdopodobnie wywodzi się z dodatkowego herbu Czarnego Księcia (tzw. „tarczy pokoju”), który przedstawiał „w polu czarnym trzy pióra strusie, dwa ponad jednym, koniec każdego otoczony zwojem srebrnym”. Podobnego godła używał jego brat, Jan z Gandawy, ale pióra były złote z gronostajową tynkturą stosiny. Strusie pióra powtarzają się na pieczęciach i herbach kilku książąt i królów angielskich, w tym ojca Czarnego Księcia, króla Edwarda III, a także np. Edwarda, księcia Yorku, który używał pieczęci z pojedynczym piórem strusim i mottem Ich dien. Były oznaką rodu królewskiego, nie związaną z żadną konkretnym tytułem, aczkolwiek różnicowaną czasem oznakami godności. Ich ścisły związek z oficjalnym następcą tronu datuje się dopiero od dynastii Stuartów.
Pióra strusie najprawdopodobniej były pierwotnie oznaką hrabiów Hainault. Filipa de Hainault była matką Czarnego Księcia i mógł od niej odziedziczyć użycie takiego godła. Na takie pochodzenie wskazuje fakt, że po raz pierwszy oznaka strusiego pióra jest wymieniona w spisie przedmiotów należących do królowej Filippy z dokumentu pochodzącego z okresu po 1369 roku.
Istniała legenda, jakoby godło to pochodzić miało od klejnotu herbu króla Czech Jana Luksemburskiego, który zginął w 1346 pod Crécy, walcząc z wojskami króla Edwarda III i Czarnego Księcia. Legenda ta, która po raz pierwszy pojawia się w 1614 r. została uznana za nieprawdziwą. 

## Użycie
Książę Walii jest jedynym (poza monarchą) członkiem brytyjskiej rodziny królewskiej, któremu przysługuje oficjalnie przypisana oznaka; przysługuje mu ona jednak jako najstarszemu synowi monarchy, a nie z racji bycia księciem Walii. Jednak przez związek z osobą, która jest księciem Walii, jest także używana jako jeden z walijskich symboli narodowych i dlatego została przyjęta przez Welsh Rugby Union (Walijski Związek Rugby Union) jako logo. W stosunku do oryginału zmieniono napis na wstędze na WRU. Symbol ten został umieszczony na strojach reprezentantów Walii w rugby union. Godło występuje też jako element oznak wielu pułków armii brytyjskiej, które miały lub mają związek z osobą księcia Walii. W latach 1971−2008 wybijano ją na rewersie monet dwupensowych.